# I liga brazylijska w piłce nożnej (1977)
Brazylia 1977
Mistrzem Brazylii został klub São Paulo, natomiast wicemistrzem Brazylii - klub Atlético Mineiro.
Do Copa Libertadores w roku 1978 zakwalifikowały się następujące kluby:
- São Paulo (mistrz Brazylii)
- Atlético Mineiro (wicemistrz Brazylii)

W 1977 roku w rozgrywkach I ligi brazylijskiej wzięły udział 62 kluby. Nie było żadnych spadków, a w następnym sezonie I liga liczyła 74 kluby.

## Campeonato Brasileiro Série A 1977

### Uczestnicy
W mistrzostwach Brazylii w 1977 roku wzięły udział 62 kluby - najlepsze w mistrzostwach stanowych 1976 roku.
Stan Amazonas reprezentowały 2 kluby: Nacional Fast Clube, Nacional FC.
Stan Alagoas reprezentowały 2 kluby: Clube de Regatas Brasil, CS Alagoano.
Stan Bahia reprezentowały 3 kluby: EC Bahia, Fluminense de Feira FC, EC Vitória.
Stan Ceará reprezentowały 2 kluby: Ceará SC, Fortaleza.
Dystrykt Federalny reprezentował 1 klub: Brasília.
Stan Espírito Santo reprezentowały 2 kluby: Desportiva Cariacica, Vitória.
Stan Goiás reprezentowały 3 kluby: Goiânia, Goiás EC, Vila Nova FC.
Stan Maranhão reprezentował 1 klub: Sampaio Corrêa FC.
Stan Mato Grosso reprezentowały 2 kluby: CE Dom Bosco, Operário FC.
Stan Minas Gerais reprezentowały 4 kluby: América Mineiro, Atlético Mineiro, Cruzeiro EC, Uberaba.
Stan Pará reprezentowały 2 kluby: Paysandu SC, Clube do Remo.
Stan Paraíba reprezentowały 2 kluby: Botafogo João Pessoa, Treze FC.
Stan Parana reprezentowały 4 kluby: Athletico Paranaense, Coritiba FBC, Grêmio Maringá, Londrina.
Stan Pernambuco reprezentowały 2 kluby: Náutico, Santa Cruz FC, Sport Recife.
Stan Piauí reprezentowały 2 kluby: Ríver AC, EC Flamengo.
Stan Rio de Janeiro reprezentowało 8 klubów: America FC, Americano FC, Botafogo FR, CR Flamengo, Fluminense FC, Goytacaz FC, CR Vasco da Gama, Volta Redonda.
Stan Rio Grande do Norte reprezentowały 2 kluby: ABC FC, América Natal.
Stan Rio Grande do Sul reprezentowały 4 kluby: Caxias, Grêmio Porto Alegre, SC Internacional, EC Juventude.
Stan Santa Catarina reprezentowały 2 kluby: Avaí FC, Joinville.
Stan São Paulo reprezentowało 9 klubów: Botafogo Ribeirão Preto, Corinthians Paulista, Guarani FC, SE Palmeiras, AA Ponte Preta, Portuguesa São Paulo, Santos FC, São Paulo, XV de Piracicaba.
Stan Sergipe reprezentowały 2 kluby: AD Confiança, CS Sergipe.

### Format rozgrywek
W pierwszym etapie 62 kluby podzielono na 6 grup - 4 grupy po 10 klubów i 2 grupy po 11 klubów. Z każdej grupy awansowało dalej 5 klubów.
W drugim etapie 30 klubów podzielono na 6 grup po 5 klubów. Z każdej grupy do etapu finałowego awansowały po 3 najlepsze kluby.
Szansę awansu do etapu finałowego zachowały także 32 kluby, które odpadły w pierwszym etapie. Podzielone zostały na 6 grup - 4 po 5 klubów i 2 po 6 klubów. Z każdej grupy do etapu finałowego awansował tylko zwycięzca.
W etapie finałowym 24 kluby podzielono na 4 grupy po 6 klubów. Tylko zwycięzcy grup awansowali do półfinału. W półfinale walkę o finał stoczyły ze sobą dwie pary, rozgrywając po dwa mecze. Zwycięzcy par półfinałowych rozegrali ze sobą jeden decydujący mecz o miano mistrza Brazylii.

### Pierwszy etap

#### Grupa A

##### Mecze chronologicznie
| Data                 | Mecz |
| -------------------- | --- |
| 16 października 1977 | Operário FC – SC Internacional 0:0                                                                               |
| 16 października 1977 | CE Dom Bosco – Avaí FC 0:3 Ademir (2), Renato Sá                                                                 |
| 16 października 1977 | Grêmio Porto Alegre – Coritiba FBC 4:0 Tadeu (2), André, Tarciso                                                 |
| 19 października 1977 | CE Dom Bosco – SC Internacional 0:2 Escurinho (2)                                                                |
| 19 października 1977 | Grêmio Maringá – Avaí FC 2:0 Nivaldo, Freitas                                                                    |
| 19 października 1977 | Joinville – Grêmio Porto Alegre 1:1 Taquito - André                                                              |
| 19 października 1977 | Caxias – Coritiba FBC 0:0                                                                                        |
| 23 października 1977 | Coritiba FBC – SC Internacional 1:3 Isidoro - Marcinho, Luisinho, Tonho                                          |
| 23 października 1977 | Avaí FC – Caxias 1:2 Veneza - Clóvis, Luís Freire                                                                |
| 23 października 1977 | Operário FC – Grêmio Maringá 0:1 Itamar                                                                          |
| 23 października 1977 | Grêmio Porto Alegre – EC Juventude 2:0 Eurico, Leandro                                                           |
| 27 października 1977 | Caxias – Joinville 0:0                                                                                           |
| 27 października 1977 | Operário FC – EC Juventude 1:0 Roberto César                                                                     |
| 30 października 1977 | CE Dom Bosco – Caxias 2:2 Adílson, Bargas - Luís Freire, Sérgio Vieira                                           |
| 30 października 1977 | SC Internacional – Joinville 5:0 Vasconcelos, Pedro, Gardel, Jair, Valdomiro                                     |
| 30 października 1977 | Coritiba FBC – EC Juventude 1:2 Jerônimo - Miguel Amaral, Lourival                                               |
| 30 października 1977 | Grêmio Maringá – Caxias 1:0 Nivaldo                                                                              |
| 6 listopada 1977     | Joinville – Avaí FC 1:0 Toninho s                                                                                |
| 6 listopada 1977     | Grêmio Maringá – Coritiba FBC 1:1 Ferreirinha - Adílson                                                          |
| 6 listopada 1977     | Grêmio Porto Alegre – SC Internacional 4:0 Iúra (2), Tarciso, Tadeu                                              |
| 6 listopada 1977     | Caxias – EC Juventude 0:0                                                                                        |
| 7 listopada 1977     | Operário FC – CE Dom Bosco 3:1 Everaldo, Peri, Roberto César - Fidélis                                           |
| 9 listopada 1977     | Caxias – Grêmio Porto Alegre 0:2 André (2) mecz przerwano w 55 minucie z powodu awarii światła - wynik zachowano |
| 10 listopada 1977    | Operário FC – Joinville 2:0 Roberto César, Tadeu                                                                 |
| 10 listopada 1977    | Grêmio Maringá – CE Dom Bosco 3:1 Ede s, Itamar, Freitas - Adílson                                               |
| 10 listopada 1977    | EC Juventude – Avaí FC 1:0 Norival                                                                               |
| 13 listopada 1977    | Avaí FC – Grêmio Porto Alegre 2:1 Otacílio, Renato Sá - André                                                    |
| 13 listopada 1977    | EC Juventude – CE Dom Bosco 2:2 Maurinho, Valmir - Gonçalves, Adílson                                            |
| 13 listopada 1977    | SC Internacional – Caxias 1:0 Vasconcelos                                                                        |
| 13 listopada 1977    | Coritiba FBC – Joinville 2:1 Adílson, Washington - Edu                                                           |
| 16 listopada 1977    | EC Juventude – SC Internacional 0:1 Valdomiro                                                                    |
| 16 listopada 1977    | Grêmio Maringá – Grêmio Porto Alegre 2:1 Itamar (2) – Tadeu                                                      |
| 16 listopada 1977    | Joinville – CE Dom Bosco 5:3 Fonta (2), Taquito, Cremílson, Britinho - Gonçalves (3)                             |
| 17 listopada 1977    | Coritiba FBC – Operário FC 1:0 Deodoro                                                                           |
| 20 listopada 1977    | Avaí FC – Operário FC 0:1 Tadeu                                                                                  |
| 20 listopada 1977    | Joinville – EC Juventude 1:0 Dirceu                                                                              |
| 20 listopada 1977    | SC Internacional – Grêmio Maringá 3:0 Edu (2), Escurinho                                                         |
| 20 listopada 1977    | CE Dom Bosco – Grêmio Porto Alegre 0:3 Wílson, Tarciso, Eurico                                                   |
| 23 listopada 1977    | Avaí FC – Coritiba FBC 2:0 Néia, Otacílio                                                                        |
| 23 listopada 1977    | Caxias – Operário FC 3:3 Silveira s, Cedenir, Delmar - Peri, Marinho, Everaldo                                   |
| 24 listopada 1977    | EC Juventude – Grêmio Maringá 1:0 Celso Silva                                                                    |
| 27 listopada 1977    | CE Dom Bosco – Coritiba FBC 2:3 Gonçalves (2) – Alfredo, Deodoro, Washington                                     |
| 27 listopada 1977    | Grêmio Porto Alegre – Operário FC 3:3 André, Tarciso, Éder - Roberto César (2), Everaldo                         |
| 27 listopada 1977    | Avaí FC – SC Internacional 0:0                                                                                   |
| 27 listopada 1977    | Joinville – Grêmio Maringá 2:1 Dirceu, Edu - Ferreirinha                                                         |

##### Tabela grupy A
Zwycięstwo różnicą 3 lub więcej bramek nagradzano 3 punktami, a pozostałe zwycięstwa 2 punktami. W tabeli w kolumnie zwycięstw najpierw podano liczbę zwycięstw 3-punktowych, a po ukośniku liczbę zwycięstw 2-punktowych.
| Poz | Klub                | Mecze | Zw  | Rem | Por | Pkt | BrZd | BrStr |
| --- | ------------------- | ----- | --- | --- | --- | --- | ---- | ----- |
| 1   | SC Internacional    | 9     | 4/2 | 2   | 1   | 18  | 15   | 5     |
| 2   | Grêmio Porto Alegre | 9     | 5/0 | 2   | 2   | 17  | 21   | 8     |
| 3   | Grêmio Maringá      | 9     | 2/3 | 1   | 3   | 13  | 11   | 9     |
| 4   | Operário FC         | 9     | 2/2 | 3   | 2   | 13  | 13   | 9     |
| 5   | Joinville           | 9     | 1/3 | 2   | 3   | 11  | 11   | 14    |
| 6   | Avaí FC             | 9     | 2/1 | 1   | 5   | 9   | 8    | 8     |
| 7   | EC Juventude        | 9     | 0/3 | 2   | 4   | 8   | 6    | 8     |
| 8   | Coritiba FBC        | 9     | 0/3 | 2   | 4   | 8   | 9    | 15    |
| 9   | Caxias              | 9     | 0/1 | 5   | 3   | 7   | 7    | 10    |
| 10  | CE Dom Bosco        | 9     | 0/0 | 2   | 7   | 2   | 11   | 26    |

#### Grupa B

##### Mecze chronologicznie
| Data                 | Mecz |
| -------------------- | --- |
| 16 października 1977 | Botafogo João Pessoa – Sport Recife 1:0 Jorge Demolidor                                                      |
| 16 października 1977 | XV de Piracicaba – CS Alagoano 0:0                                                                           |
| 16 października 1977 | Náutico – São Paulo 0:1 Serginho                                                                             |
| 19 października 1977 | Treze FC – Sport Recife 2:2 Mundinho, Roberval - Roberto, Mauro                                              |
| 19 października 1977 | SE Palmeiras – CS Alagoano 1:0 Ivo                                                                           |
| 19 października 1977 | Botafogo João Pessoa – São Paulo 0:2 Serginho, Getúlio                                                       |
| 20 października 1977 | Clube de Regatas Brasil – XV de Piracicaba 0:1 Nardela                                                       |
| 23 października 1977 | Treze FC – SE Palmeiras 1:1 Meinha - Jorge Mendonça                                                          |
| 23 października 1977 | CS Alagoano – São Paulo 0:0                                                                                  |
| 23 października 1977 | Sport Recife – XV de Piracicaba 1:1 Cabrera - Nardela                                                        |
| 23 października 1977 | Botafogo João Pessoa – Santa Cruz FC 0:0                                                                     |
| 26 października 1977 | Treze FC – XV de Piracicaba 0:0                                                                              |
| 26 października 1977 | Sport Recife – SE Palmeiras 0:2 Edu, Toninho                                                                 |
| 27 października 1977 | Náutico – Clube de Regatas Brasil 1:0 Draílton                                                               |
| 30 października 1977 | Santa Cruz FC – Treze FC 6:0 Nunes (2), Fumanchu, Wílson Carrasco, Carlos Alberto Barbosa, Betinho           |
| 30 października 1977 | Botafogo João Pessoa – Clube de Regatas Brasil 0:1 Gilmar                                                    |
| 30 października 1977 | CS Alagoano – Náutico 2:0 Alberto, Gilmar                                                                    |
| 30 października 1977 | SE Palmeiras – XV de Piracicaba 1:1 Toninho - Joăo Paulo                                                     |
| 2 listopada 1977     | XV de Piracicaba – São Paulo 1:1 Volmil - Getúlio                                                            |
| 2 listopada 1977     | Santa Cruz FC – Clube de Regatas Brasil 5:1 Nunes (3), Fumanchu (2) – Mundinho                               |
| 3 listopada 1977     | SE Palmeiras – Náutico 3:2 Jorge Mendonça, Toninho, Macedo - Chico Fraga, Zuza                               |
| 6 listopada 1977     | São Paulo – SE Palmeiras 0:2 Jorge Mendonça (2)                                                              |
| 6 listopada 1977     | Botafogo João Pessoa – Treze FC 0:0                                                                          |
| 6 listopada 1977     | CS Alagoano – Clube de Regatas Brasil 1:1 Ęnio - Dirceu                                                      |
| 6 listopada 1977     | Santa Cruz FC – Sport Recife 1:1 Fumanchu - Mauro                                                            |
| 6 listopada 1977     | XV de Piracicaba – Náutico 0:0                                                                               |
| 10 listopada 1977    | XV de Piracicaba – Santa Cruz FC 0:0                                                                         |
| 12 listopada 1977    | CS Alagoano – Botafogo João Pessoa 3:1 Gilmar, Reinaldo, Ęnio - Zé Carlos Paulista                           |
| 13 listopada 1977    | São Paulo – Santa Cruz FC 1:0 Muller                                                                         |
| 13 listopada 1977    | Náutico – Sport Recife 0:0                                                                                   |
| 13 listopada 1977    | Clube de Regatas Brasil – Treze FC 3:1 mecz przerwany w 75 minucie z powodu awarii światła - wynik zachowano |
| 16 listopada 1977    | São Paulo – Treze FC 3:0 Serginho (3)                                                                        |
| 16 listopada 1977    | CS Alagoano – Santa Cruz FC 0:1 Nunes                                                                        |
| 17 listopada 1977    | SE Palmeiras – Botafogo João Pessoa 2:0 Toninho, Macedo                                                      |
| 20 listopada 1977    | Náutico – Santa Cruz FC 1:2 Chico Fraga - Nunes, Carlos Alberto Rodrigues                                    |
| 20 listopada 1977    | XV de Piracicaba – Botafogo João Pessoa 2:0 Roberto (2)                                                      |
| 20 listopada 1977    | Clube de Regatas Brasil – Sport Recife 6:4 Gilmar (3), Dirceu (2), Mundinho - Miltăo (2), Darci, Cacau       |
| 23 listopada 1977    | Clube de Regatas Brasil – SE Palmeiras 0:2 Edu, Zé Mário                                                     |
| 23 listopada 1977    | Treze FC – CS Alagoano 0:1 Reinaldo                                                                          |
| 23 listopada 1977    | Náutico – Botafogo João Pessoa 2:1 Zuza (2) – Magno                                                          |
| 23 listopada 1977    | São Paulo – Sport Recife 2:0 Neca, Getúlio                                                                   |
| 26 listopada 1977    | Sport Recife – CS Alagoano 3:1 Miltăo, Amílton Rocha, Darci - Ęnio                                           |
| 26 listopada 1977    | São Paulo – Clube de Regatas Brasil 4:0 Serginho (2), Neca (2)                                               |
| 27 listopada 1977    | Treze FC – Náutico 2:1 Wílson, Meinha - Chico Explosăo                                                       |
| 27 listopada 1977    | Santa Cruz FC – SE Palmeiras 1:2 Fumanchu - Jorge Mendonça, Adriano                                          |

##### Tabela grupy B
Zwycięstwo różnicą 3 lub więcej bramek nagradzano 3 punktami, a pozostałe zwycięstwa 2 punktami. W tabeli w kolumnie zwycięstw najpierw podano liczbę zwycięstw 3-punktowych, a po ukośniku liczbę zwycięstw 2-punktowych.
| Poz | Klub                    | Mecze | Zw  | Rem | Por | Pkt | BrZd | BrStr |
| --- | ----------------------- | ----- | --- | --- | --- | --- | ---- | ----- |
| 1   | SE Palmeiras            | 9     | 4/3 | 2   | 0   | 20  | 16   | 5     |
| 2   | São Paulo               | 9     | 4/2 | 2   | 1   | 18  | 14   | 3     |
| 3   | Santa Cruz FC           | 9     | 2/2 | 3   | 2   | 13  | 16   | 6     |
| 4   | XV de Piracicaba        | 9     | 1/1 | 7   | 0   | 12  | 6    | 3     |
| 5   | CS Alagoano             | 9     | 2/1 | 3   | 3   | 11  | 8    | 7     |
| 6   | Clube de Regatas Brasil | 9     | 2/1 | 1   | 5   | 9   | 12   | 19    |
| 7   | Sport Recife            | 9     | 1/0 | 4   | 4   | 7   | 11   | 16    |
| 8   | Náutico                 | 9     | 0/2 | 2   | 5   | 6   | 7    | 11    |
| 9   | Treze FC                | 9     | 0/1 | 4   | 4   | 6   | 6    | 17    |
| 10  | Botafogo João Pessoa    | 9     | 0/1 | 2   | 6   | 4   | 3    | 12    |

#### Grupa C

##### Mecze chronologicznie
| Data                 | Mecz                                                                          |
| -------------------- | ----------------------------------------------------------------------------- |
| 15 października 1977 | Ríver AC – América Natal 5:1 Sima (4), Nivaldo - Rogério                      |
| 16 października 1977 | Sampaio Corrêa FC – Corinthians Paulista 0:0                                  |
| 16 października 1977 | ABC FC – Ceará SC 1:0 Maranhão                                                |
| 16 października 1977 | Guarani FC – Portuguesa São Paulo 0:1 Alcino                                  |
| 16 października 1977 | EC Flamengo – AA Ponte Preta 1:2 Chicăo - Tuta, Parraga                       |
| 19 października 1977 | Ceará SC – América Natal 1:1 Ferreti - Marinho                                |
| 19 października 1977 | Ríver AC – Corinthians Paulista 2:2 Santos, Sima - Lance, Geraldo             |
| 19 października 1977 | Sampaio Corrêa FC – AA Ponte Preta 0:0                                        |
| 20 października 1977 | ABC FC – Portuguesa São Paulo 1:0 Mirandinha                                  |
| 23 października 1977 | Corinthians Paulista – Guarani FC 1:0 Geraldo                                 |
| 23 października 1977 | EC Flamengo – Ceará SC 0:1 Dodô                                               |
| 23 października 1977 | Fortaleza – Portuguesa São Paulo 0:0                                          |
| 23 października 1977 | América Natal – AA Ponte Preta 1:0 Alberi                                     |
| 26 października 1977 | América Natal – EC Flamengo 5:1 Aluísio (3), Alberi (2) – Décio Costa         |
| 26 października 1977 | Ceará SC – AA Ponte Preta 1:3 Pedro Basílio - Parraga (2), Jair               |
| 26 października 1977 | Sampaio Corrêa FC – Fortaleza 1:0 Cabecinha                                   |
| 27 października 1977 | ABC FC – Guarani FC 1:1 Santa Cruz - Mauro                                    |
| 27 października 1977 | Portuguesa São Paulo – Ríver AC 2:0 Alcino, Marinho                           |
| 30 października 1977 | AA Ponte Preta – Corinthians Paulista 2:1 Zé Maria s, Marco Aurélio - Geraldo |
| 30 października 1977 | ABC FC – Ríver AC 2:0 Santa Cruz, Maranhão                                    |
| 30 października 1977 | EC Flamengo – Sampaio Corrêa FC 1:3 Zé Roberto - Joel, Ademir, Cabecinha      |
| 30 października 1977 | Fortaleza – Guarani FC 1:2 Amaral s - Zenon, Miranda                          |
| 2 listopada 1977     | América Natal – Sampaio Corrêa FC 1:0 Rogério                                 |
| 2 listopada 1977     | Corinthians Paulista – EC Flamengo 3:0 Cláudio Mineiro, Romeu, Zé Maria       |
| 2 listopada 1977     | Fortaleza – Ríver AC 2:1 Maia, Zé Iva - Jorginho                              |
| 2 listopada 1977     | AA Ponte Preta – ABC FC 2:0 Oscar, Dicá                                       |
| 5 listopada 1977     | Corinthians Paulista – ABC FC 1:0 Geraldo                                     |
| 6 listopada 1977     | Guarani FC – EC Flamengo 2:0 Renato, Miranda                                  |
| 6 listopada 1977     | Ceará SC – Sampaio Corrêa FC 4:0 Hamílton Melo (2), Oliveira, Dodô            |
| 6 listopada 1977     | América Natal – Fortaleza 1:1 Aluísio - Maia                                  |
| 9 listopada 1977     | Ríver AC – Ceará SC 1:0 Sima                                                  |
| 9 listopada 1977     | ABC FC – EC Flamengo 0:0                                                      |
| 10 listopada 1977    | Sampaio Corrêa FC – Portuguesa São Paulo 1:2 Neco - Esquerdinha, Adílton      |
| 10 listopada 1977    | Corinthians Paulista – Fortaleza 3:0 Romeu (2), Palhinha                      |
| 13 listopada 1977    | Sampaio Corrêa FC – Guarani FC 0:2 Miranda, Mauro                             |
| 13 listopada 1977    | EC Flamengo – Portuguesa São Paulo 0:2 Marinho (2)                            |
| 13 listopada 1977    | AA Ponte Preta – Fortaleza 3:1 Marco Aurélio (2), Dario - Jorge Costa         |
| 13 listopada 1977    | Ceará SC – Corinthians Paulista 1:0 Oliveira                                  |
| 16 listopada 1977    | América Natal – Corinthians Paulista 0:0                                      |
| 16 listopada 1977    | Ríver AC – Guarani FC 1:1 Luís Sérgio - Zenon                                 |
| 17 listopada 1977    | Portuguesa São Paulo – AA Ponte Preta 0:0                                     |
| 20 listopada 1977    | Corinthians Paulista – Portuguesa São Paulo 2:0 Palhinha (2)                  |
| 20 listopada 1977    | ABC FC – América Natal 3:0 Macunaíma, Santa Cruz, Danilo Meneses              |
| 20 listopada 1977    | Ríver AC – EC Flamengo 2:2 Derivaldo, Sima - Augusto, Rui Lima                |
| 20 listopada 1977    | Guarani FC – AA Ponte Preta 0:1 Dicá                                          |
| 20 listopada 1977    | Ceará SC – Fortaleza 1:0 Ivanir                                               |
| 23 listopada 1977    | EC Flamengo – Fortaleza 1:0 Dote                                              |
| 23 listopada 1977    | AA Ponte Preta – Ríver AC 5:0 Dario (3), Tuta, Afrânio                        |
| 24 listopada 1977    | Sampaio Corrêa FC – ABC FC 1:1 Cabecinha - Baltasar                           |
| 24 listopada 1977    | Portuguesa São Paulo – América Natal 3:0 Tata (2), Alcino                     |
| 24 listopada 1977    | Guarani FC – Ceará SC 3:0 Zenon, Ziquita, Renato                              |
| 27 listopada 1977    | Portuguesa São Paulo – Ceará SC 2:1 Isidoro, Tata - Oliveira                  |
| 27 listopada 1977    | Ríver AC – Sampaio Corrêa FC 0:0                                              |
| 27 listopada 1977    | Fortaleza – ABC FC 3:2 Geraldinho (2), Lucinho - Noé Silva (2)                |
| 27 listopada 1977    | Guarani FC – América Natal 1:0 Zenon                                          |

##### Tabela grupy C
Zwycięstwo różnicą 3 lub więcej bramek nagradzano 3 punktami, a pozostałe zwycięstwa 2 punktami. W tabeli w kolumnie zwycięstw najpierw podano liczbę zwycięstw 3-punktowych, a po ukośniku liczbę zwycięstw 2-punktowych.
| Poz | Klub                 | Mecze | Zw  | Rem | Por | Pkt | BrZd | BrStr |
| --- | -------------------- | ----- | --- | --- | --- | --- | ---- | ----- |
| 1   | AA Ponte Preta       | 10    | 4/3 | 2   | 1   | 20  | 18   | 5     |
| 2   | Portuguesa São Paulo | 10    | 3/3 | 2   | 2   | 17  | 12   | 5     |
| 3   | Corinthians Paulista | 10    | 3/2 | 3   | 2   | 16  | 13   | 5     |
| 4   | Guarani FC           | 10    | 3/2 | 2   | 3   | 15  | 12   | 6     |
| 5   | ABC FC               | 10    | 2/2 | 3   | 3   | 13  | 11   | 8     |
| 6   | Ceará SC             | 10    | 1/3 | 1   | 5   | 10  | 10   | 11    |
| 7   | América Natal        | 10    | 1/2 | 3   | 4   | 10  | 10   | 15    |
| 8   | Ríver AC             | 10    | 1/1 | 4   | 4   | 9   | 12   | 17    |
| 9   | Sampaio Corrêa FC    | 10    | 1/1 | 4   | 4   | 9   | 6    | 11    |
| 10  | Fortaleza            | 10    | 0/2 | 2   | 6   | 6   | 8    | 15    |
| 11  | EC Flamengo          | 10    | 0/1 | 2   | 7   | 4   | 6    | 20    |

#### Grupa D

##### Mecze chronologicznie
| Data                 | Mecz |
| -------------------- | --- |
| 16 października 1977 | Vila Nova FC – Botafogo FR 0:0                                                                             |
| 16 października 1977 | Londrina – Goiânia 3:2 Brandăo (2), Ademar - Bil (2)                                                       |
| 16 października 1977 | Athletico Paranaense – Brasília 1:2 Catinha - Banana, Nei                                                  |
| 16 października 1977 | Americano FC – CR Vasco da Gama 1:1 Elmo - Ramón                                                           |
| 19 października 1977 | Athletico Paranaense – Goiânia 0:1 Sidnei                                                                  |
| 20 października 1977 | Brasília – Botafogo FR 0:1 Nílson Dias                                                                     |
| 20 października 1977 | Goytacaz FC – Goiás EC 1:1 Coca - Pastoril                                                                 |
| 23 października 1977 | CR Vasco da Gama – Brasília 3:0 Ramón (2), Roberto Dinamite                                                |
| 23 października 1977 | Botafogo FR – Goiás EC 3:1 Gil (2), Mendonça - Lúcio                                                       |
| 23 października 1977 | Vila Nova FC – Athletico Paranaense 1:1 Carlinhos - Tadeu                                                  |
| 26 października 1977 | Americano FC – Brasília 1:0 Luís Almeida                                                                   |
| 26 października 1977 | Goiás EC – Athletico Paranaense 1:1 Zéze - Cláudio Radar                                                   |
| 27 października 1977 | Goytacaz FC – Botafogo FR 1:1 Coca - Mendonça                                                              |
| 30 października 1977 | Goiás EC – CR Vasco da Gama 0:3 Wilsinho (2), Roberto Dinamite                                             |
| 30 października 1977 | Americano FC – Goytacaz FC 1:1 Elmo - Paulo Marcos                                                         |
| 30 października 1977 | Londrina – Vila Nova FC 3:1 Brandăo (2), Carlos Alberto Garcia - Fernandinho                               |
| 2 listopada 1977     | Athletico Paranaense – Botafogo FR 1:3 Catinha - Manfrini, Mendonça, Gil                                   |
| 2 listopada 1977     | Goiânia – CR Vasco da Gama 2:6 Bil (2) – Helinho, Zandonaide, Wilsinho, Roberto Dinamite, Geraldo, Orlando |
| 2 listopada 1977     | Londrina – Goytacaz FC 1:2 Areghi - Rogério, Piscina                                                       |
| 2 listopada 1977     | Americano FC – Vila Nova FC 1:0 Manuel                                                                     |
| 5 listopada 1977     | Brasília – Goytacaz FC 2:1 Julinho, Edmar - Edu                                                            |
| 6 listopada 1977     | Athletico Paranaense – Londrina 2:0 Ademir, Bira Lopes                                                     |
| 6 listopada 1977     | Goiás EC – Goiânia 1:1 Pastoril - Bil                                                                      |
| 6 listopada 1977     | CR Vasco da Gama – Vila Nova FC 2:0 Roberto Dinamite (2)                                                   |
| 9 listopada 1977     | Vila Nova FC – Goytacaz FC 1:3 Rangel - Piscina (2), Rogério                                               |
| 9 listopada 1977     | Brasília – Londrina 2:1 Julinho, Edmar - Zé Antônio                                                        |
| 9 listopada 1977     | Botafogo FR – Americano FC 3:0 Nílson Dias (2), Gil                                                        |
| 12 listopada 1977    | Brasília – Goiás EC 0:0                                                                                    |
| 13 listopada 1977    | Americano FC – Londrina 1:1 Elmo - Brandăo                                                                 |
| 13 listopada 1977    | Goiânia – Vila Nova FC 2:2 Bil, Éber - Rangel (2)                                                          |
| 13 listopada 1977    | CR Vasco da Gama – Botafogo FR 0:0                                                                         |
| 16 listopada 1977    | Botafogo FR – Londrina 3:0 Mendonça, Gil, Nílson Dias                                                      |
| 16 listopada 1977    | Goiânia – Brasília 0:1 Julinho                                                                             |
| 17 listopada 1977    | CR Vasco da Gama – Goytacaz FC 0:1 Piscina                                                                 |
| 20 listopada 1977    | Athletico Paranaense – Americano FC 3:0 Ademir (2), Careca                                                 |
| 20 listopada 1977    | Londrina – CR Vasco da Gama 2:2 Brandăo, Zé Antônio - Orlando (2)                                          |
| 20 listopada 1977    | Goiás EC – Vila Nova FC 1:0 Lincon                                                                         |
| 20 listopada 1977    | Goytacaz FC – Goiânia 0:0                                                                                  |
| 23 listopada 1977    | Goiás EC – Americano FC 3:0 Lincon (2), Pastoril                                                           |
| 23 listopada 1977    | Botafogo FR – Goiânia 1:0 Mendonça                                                                         |
| 24 listopada 1977    | Goytacaz FC – Athletico Paranaense 4:1 Edu (3), Rogério - Bira Lopes                                       |
| 26 listopada 1977    | Brasília – Vila Nova FC 1:0 Julinho                                                                        |
| 27 listopada 1977    | Goiânia – Americano FC 1:3 Rogério - Luís Carlos (2), Luís Almeida                                         |
| 27 listopada 1977    | Londrina – Goiás EC 1:1 Dílson - Pastoril                                                                  |
| 27 listopada 1977    | CR Vasco da Gama – Athletico Paranaense 0:0                                                                |

##### Tabela grupy D
Zwycięstwo różnicą 3 lub więcej bramek nagradzano 3 punktami, a pozostałe zwycięstwa 2 punktami. W tabeli w kolumnie zwycięstw najpierw podano liczbę zwycięstw 3-punktowych, a po ukośniku liczbę zwycięstw 2-punktowych.
| Poz | Klub                 | Mecze | Zw  | Rem | Por | Pkt | BrZd | BrStr |
| --- | -------------------- | ----- | --- | --- | --- | --- | ---- | ----- |
| 1   | Botafogo FR          | 9     | 4/2 | 3   | 0   | 19  | 15   | 3     |
| 2   | CR Vasco da Gama     | 9     | 4/0 | 4   | 1   | 16  | 17   | 6     |
| 3   | Goytacaz FC          | 9     | 2/2 | 4   | 1   | 14  | 14   | 8     |
| 4   | Brasília             | 9     | 0/5 | 1   | 3   | 11  | 8    | 8     |
| 5   | Americano FC         | 9     | 1/2 | 3   | 3   | 10  | 8    | 13    |
| 6   | Goiás EC             | 9     | 1/1 | 5   | 2   | 10  | 9    | 10    |
| 7   | Athletico Paranaense | 9     | 2/0 | 3   | 4   | 9   | 10   | 12    |
| 8   | Londrina             | 9     | 1/1 | 3   | 4   | 8   | 12   | 16    |
| 9   | Goiânia              | 9     | 0/1 | 3   | 5   | 5   | 9    | 17    |
| 10  | Vila Nova FC         | 9     | 0/0 | 3   | 6   | 3   | 5    | 14    |

#### Grupa E

##### Mecze chronologicznie
| Data                 | Mecz                                                                                  |
| -------------------- | ------------------------------------------------------------------------------------- |
| 16 października 1977 | Volta Redonda – Vitória 3:0 Paulo César (2), Betinho                                  |
| 16 października 1977 | Desportiva Cariacica – Fluminense FC 0:5 Gílson, Paulinho, Cafuringa, Cléber, Marinho |
| 16 października 1977 | CR Flamengo – EC Vitória 5:0 Zico (2), Toninho (2), Osni                              |
| 16 października 1977 | AD Confiança – EC Bahia 1:1 Sapatăo - Edmílson s                                      |
| 16 października 1977 | Fluminense de Feira FC – CS Sergipe 0:1 Peri                                          |
| 19 października 1977 | Vitória – CS Sergipe 3:1 Moreira, Chiquinho, Vanderlei - Ricardo                      |
| 19 października 1977 | Volta Redonda – Fluminense FC 0:1 Cléber                                              |
| 20 października 1977 | Desportiva Cariacica – CR Flamengo 0:2 Osni, Zico                                     |
| 20 października 1977 | America FC – EC Vitória 1:1 César - Sivaldo                                           |
| 23 października 1977 | Fluminense FC – CS Sergipe 2:1 Gílson, Marinho - Peribaldo                            |
| 23 października 1977 | Volta Redonda – America FC 1:2 Té - Lula, Jorge Valença                               |
| 23 października 1977 | EC Bahia – CR Flamengo 0:0                                                            |
| 23 października 1977 | Vitória – EC Vitória 2:1 Quico, Wílson - Silvinho                                     |
| 23 października 1977 | AD Confiança – Fluminense de Feira FC 1:0 Nininho                                     |
| 26 października 1977 | Fluminense FC – Vitória 6:0 Marinho (3), Doval, Rivelino, Gílson                      |
| 26 października 1977 | Fluminense de Feira FC – CR Flamengo 0:6 Zico (2), Toninho (2), Tita, Osni            |
| 27 października 1977 | Desportiva Cariacica – Volta Redonda 1:0 Mauro Cruz s                                 |
| 29 października 1977 | AD Confiança – Vitória 2:1 Deri, Hélio - Quico                                        |
| 30 października 1977 | EC Vitória – Volta Redonda 0:0                                                        |
| 30 października 1977 | Fluminense FC – America FC 0:1 Reinaldo                                               |
| 30 października 1977 | CS Sergipe – CR Flamengo 1:3 Peribaldo - Cláudio Adăo, Osni, Djalma Sales s           |
| 2 listopada 1977     | EC Bahia – Vitória 7:0 Altimar (2), Freitas (2), Sapatăo, Baiaco, Jesum               |
| 2 listopada 1977     | CS Sergipe – Volta Redonda 0:1 Paulo César                                            |
| 2 listopada 1977     | Fluminense de Feira FC – Fluminense-RJ 1:2 Fernando Silva - Paulinho, Rivelino        |
| 2 listopada 1977     | America FC – Desportiva Cariacica 3:0 Dé (2), Aílton                                  |
| 3 listopada 1977     | EC Vitória – AD Confiança 0:2 Joãozinho (2)                                           |
| 6 listopada 1977     | CS Sergipe – AD Confiança 0:1 Samuca                                                  |
| 6 listopada 1977     | Vitória – Desportiva Cariacica 2:1 Marco Antônio, Zezinho - Sérgio                    |
| 6 listopada 1977     | CR Flamengo – America FC 1:1 Cláudio Adăo - César                                     |
| 6 listopada 1977     | EC Vitória – Fluminense FC 1:1 Ademir - Cafuringa                                     |
| 6 listopada 1977     | Fluminense de Feira FC – EC Bahia 0:1 Luciano                                         |
| 9 listopada 1977     | Fluminense de Feira FC – EC Vitória 0:2 Sena, Cláudio Deodato                         |
| 9 listopada 1977     | AD Confiança – Fluminense FC 1:0 Luís Carlos                                          |
| 10 listopada 1977    | EC Bahia – America FC 2:0 Freitas, Jorge Campos                                       |
| 10 listopada 1977    | CS Sergipe – Desportiva Cariacica 1:4 Eusébio - Corinto (3), Orlando                  |
| 12 listopada 1977    | CR Flamengo – Volta Redonda 1:1 Adílio - Botelho                                      |
| 13 listopada 1977    | AD Confiança – America FC 2:2 Marcílio, Joãozinho - César, Aílton                     |
| 13 listopada 1977    | Fluminense de Feira FC – Desportiva Cariacica 0:0                                     |
| 13 listopada 1977    | EC Bahia – EC Vitória 1:0 Freitas                                                     |
| 15 listopada 1977    | Fluminense FC – CR Flamengo 2:1 Zezé, Cafuringa - Zico                                |
| 16 listopada 1977    | EC Vitória – Desportiva Cariacica 0:1 Corinto                                         |
| 16 listopada 1977    | CS Sergipe – America FC 0:1 Léo                                                       |
| 17 listopada 1977    | Volta Redonda – EC Bahia 1:1 Botelho - Freitas                                        |
| 19 listopada 1977    | Vitória – America FC 0:0                                                              |
| 20 listopada 1977    | Volta Redonda – Fluminense de Feira FC 2:2 Sarandi, Té - Caíco (2)                    |
| 20 listopada 1977    | CS Sergipe – EC Vitória 2:1 Peribaldo (2) – Dendę                                     |
| 20 listopada 1977    | Fluminense FC – EC Bahia 1:0 Gílson                                                   |
| 20 listopada 1977    | Desportiva Cariacica – AD Confiança 3:1 Orlando, Toninho, Corinto - Carioca           |
| 23 listopada 1977    | Desportiva Cariacica – EC Bahia 2:1 Sérgio, Vicente - Neto                            |
| 23 listopada 1977    | Volta Redonda – AD Confiança 1:3 Edinho - Marcílio, Samuca, Hélio                     |
| 24 listopada 1977    | America FC – Fluminense de Feira FC 1:0 Dé                                            |
| 24 listopada 1977    | Vitória – CR Flamengo 0:3 Serginho s, Cláudio Adăo, Zico                              |
| 27 listopada 1977    | CR Flamengo – AD Confiança 3:1 Manga s, Cláudio Adăo, Zico - Hélio                    |
| 27 listopada 1977    | Vitória – Fluminense de Feira FC 1:1 Clóvis - Tatá                                    |
| 27 listopada 1977    | EC Bahia – CS Sergipe 3:0 Washington Luís, Jorge Campos, Freitas                      |

##### Tabela grupy E
Zwycięstwo różnicą 3 lub więcej bramek nagradzano 3 punktami, a pozostałe zwycięstwa 2 punktami. W tabeli w kolumnie zwycięstw najpierw podano liczbę zwycięstw 3-punktowych, a po ukośniku liczbę zwycięstw 2-punktowych.
| Poz | Klub                   | Mecze | Zw  | Rem | Por | Pkt | BrZd | BrStr |
| --- | ---------------------- | ----- | --- | --- | --- | --- | ---- | ----- |
| 1   | CR Flamengo            | 10    | 6/0 | 3   | 1   | 21  | 25   | 6     |
| 2   | Fluminense FC          | 10    | 2/5 | 1   | 2   | 17  | 20   | 6     |
| 3   | AD Confiança           | 10    | 2/4 | 2   | 2   | 16  | 15   | 11    |
| 4   | EC Bahia               | 10    | 3/2 | 3   | 2   | 16  | 17   | 5     |
| 5   | America FC             | 10    | 1/4 | 4   | 1   | 15  | 12   | 7     |
| 6   | Desportiva Cariacica   | 10    | 2/3 | 1   | 4   | 13  | 12   | 15    |
| 7   | Vitória                | 10    | 1/2 | 2   | 5   | 9   | 9    | 25    |
| 8   | Volta Redonda          | 10    | 1/1 | 4   | 4   | 9   | 10   | 11    |
| 9   | EC Vitória             | 10    | 1/0 | 3   | 6   | 6   | 6    | 15    |
| 10  | CS Sergipe             | 10    | 0/2 | 0   | 8   | 4   | 7    | 19    |
| 11  | Fluminense de Feira FC | 10    | 0/0 | 3   | 7   | 3   | 4    | 17    |

#### Grupa F

##### Mecze chronologicznie
| Data                 | Mecz |
| -------------------- | --- |
| 16 października 1977 | Santos FC – Cruzeiro EC 0:2 Revetría, Eduardo                                                            |
| 16 października 1977 | Atlético Mineiro – Clube do Remo 4:1 Marcelo, Batata, Reinaldo, Danival - Luís Floręncio                 |
| 16 października 1977 | Uberaba – Paysandu SC 3:1 Tulica, Sérgio Zaia, Vaquinha - Bacuri                                         |
| 16 października 1977 | Nacional FC – Nacional Fast Clube 2:0 Netinho, Dudu                                                      |
| 19 października 1977 | Santos FC – Paysandu SC 4:0 Juari (2), Reinaldo (2)                                                      |
| 19 października 1977 | América Mineiro – Clube do Remo 0:1 Bira                                                                 |
| 20 października 1977 | Nacional Fast Clube – Uberaba 2:0 Dentinho, Zé Eduardo                                                   |
| 23 października 1977 | Cruzeiro EC – Paysandu SC 4:0 Eli (2), Nelinho, Erivelto                                                 |
| 23 października 1977 | Atlético Mineiro – Santos FC 3:0 Serginho, Reinaldo, Danival                                             |
| 23 października 1977 | Nacional FC – Uberaba 1:0 Nílson                                                                         |
| 23 października 1977 | Botafogo Ribeirão Preto – Clube do Remo 3:2 Aęnder, Joăo Carlos Motoca, Arlindo - Leônidas, Bira         |
| 26 października 1977 | Paysandu SC – Nacional FC 1:1 Paulo César - Dudu                                                         |
| 26 października 1977 | Botafogo Ribeirão Preto – Atlético Mineiro 0:1 Reinaldo                                                  |
| 26 października 1977 | Nacional Fast Clube – Santos FC 1:3 Careca - Joăo Paulo, Juari, Aílton Lira                              |
| 27 października 1977 | Clube do Remo – Uberaba 0:0                                                                              |
| 27 października 1977 | Nacional Fast Clube – Paysandu SC 2:3 Careca, Carioca - Paulo César (2), Nílson                          |
| 30 października 1977 | Clube do Remo – Santos FC 0:2 Aílton Lira, Reinaldo                                                      |
| 30 października 1977 | Botafogo Ribeirão Preto – Uberaba 2:1 Celso, Sócrates - Naim                                             |
| 30 października 1977 | Cruzeiro EC – América Mineiro 2:2 Eduardo, Revetría - Geraldo (2)                                        |
| 30 października 1977 | Nacional FC – Atlético Mineiro 2:4 Zezinho, Nílson - Reinaldo (2), Caio Cambalhota, Marcelo              |
| 2 listopada 1977     | Uberaba – Cruzeiro EC 0:0                                                                                |
| 2 listopada 1977     | Paysandu SC – Atlético Mineiro 1:3 Patrulheiro - Reinaldo (2), Marcelo                                   |
| 5 listopada 1977     | América Mineiro – Nacional Fast Clube 2:0 Marcăo, Geraldo                                                |
| 6 listopada 1977     | Atlético Mineiro – Cruzeiro EC 1:0 Márcio                                                                |
| 6 listopada 1977     | Santos FC – Botafogo Ribeirão Preto 0:1 Terto                                                            |
| 6 listopada 1977     | Clube do Remo – Paysandu SC 0:0                                                                          |
| 9 listopada 1977     | Atlético Mineiro – Nacional Fast Clube 6:2 Reinaldo (5), Márcio - Dentinho, Carioca                      |
| 9 listopada 1977     | Santos FC – América Mineiro 1:1 Aílton Lira - Coquinho                                                   |
| 10 listopada 1977    | Cruzeiro EC – Nacional FC 3:0 Erivelto, Joãozinho, Revetría                                              |
| 13 listopada 1977    | Atlético Mineiro – América Mineiro 3:1 Reinaldo (2), Ala (own goal) – Marcăo                             |
| 13 listopada 1977    | Clube do Remo – Cruzeiro EC 4:0 Bira (3), Mareco                                                         |
| 13 listopada 1977    | Botafogo Ribeirão Preto – Nacional Fast Clube 5:1 Arlindo (2), Sócrates (2), Joăo Carlos Motoca - Careca |
| 13 listopada 1977    | Santos FC – Nacional FC 2:0 Toinzinho, De Rossis                                                         |
| 16 listopada 1977    | Nacional Fast Clube – Cruzeiro EC 1:1 Dentinho - Nelinho                                                 |
| 16 listopada 1977    | Botafogo Ribeirão Preto – Nacional FC 4:0 Sócrates (2), Marciano, Alexandre Bueno                        |
| 16 listopada 1977    | Uberaba – América Mineiro 1:0 Marcelo s                                                                  |
| 20 listopada 1977    | Uberaba – Atlético Mineiro 1:1 Paulo Luciano - Reinaldo                                                  |
| 20 listopada 1977    | América Mineiro – Botafogo Ribeirão Preto 1:2 Marcăo - Marciano, Arlindo                                 |
| 20 listopada 1977    | Clube do Remo – Nacional Fast Clube 4:1 Mesquita (2), Mário Bacuri s, Bira - Genival                     |
| 23 listopada 1977    | Paysandu SC – Botafogo Ribeirão Preto 2:1 Nílson, Carlinhos - Sócrates                                   |
| 24 listopada 1977    | Nacional FC – América Mineiro 1:0 Bife                                                                   |
| 27 listopada 1977    | Uberaba – Santos FC 4:1 Paulo Luciano (2), Naim (2) – Juari                                              |
| 27 listopada 1977    | Cruzeiro EC – Botafogo Ribeirão Preto 3:1 Revetría (2), Luís Cosme - Sócrates                            |
| 27 listopada 1977    | Paysandu SC – América Mineiro 4:1 Paulo César (2), Caio, Nílson - Marcăo                                 |
| 27 listopada 1977    | Nacional FC – Clube do Remo 0:2 Mesquita, Bira                                                           |

##### Tabela grupy F
Zwycięstwo różnicą 3 lub więcej bramek nagradzano 3 punktami, a pozostałe zwycięstwa 2 punktami. W tabeli w kolumnie zwycięstw najpierw podano liczbę zwycięstw 3-punktowych, a po ukośniku liczbę zwycięstw 2-punktowych.
| Poz | Klub                    | Mecze | Zw  | Rem | Por | Pkt | BrZd | BrStr |
| --- | ----------------------- | ----- | --- | --- | --- | --- | ---- | ----- |
| 1   | Atlético Mineiro        | 9     | 6/2 | 1   | 0   | 23  | 26   | 8     |
| 2   | Cruzeiro EC             | 9     | 4/0 | 3   | 2   | 15  | 15   | 9     |
| 3   | Botafogo Ribeirão Preto | 9     | 2/4 | 0   | 3   | 14  | 19   | 11    |
| 4   | Clube do Remo           | 9     | 3/1 | 2   | 3   | 13  | 14   | 10    |
| 5   | Santos FC               | 9     | 4/0 | 1   | 4   | 13  | 13   | 12    |
| 6   | Uberaba                 | 9     | 2/1 | 3   | 3   | 11  | 10   | 8     |
| 7   | Paysandu SC             | 9     | 1/2 | 2   | 4   | 9   | 12   | 19    |
| 8   | Nacional FC             | 9     | 1/2 | 1   | 5   | 8   | 7    | 16    |
| 9   | América Mineiro         | 9     | 1/0 | 2   | 6   | 5   | 8    | 15    |
| 10  | Nacional Fast Clube     | 9     | 1/0 | 1   | 7   | 4   | 10   | 26    |

### Drugi etap

#### Grupa G

##### Mecze chronologicznie
| Data            | Mecz                                                                          |
| --------------- | ----------------------------------------------------------------------------- |
| 1 grudnia 1977  | Brasília – America FC 2:3 Julinho (2) – César, Uchoa, Nélio                   |
| 4 grudnia 1977  | Corinthians Paulista – São Paulo 2:0 Romeu, Geraldo                           |
| 4 grudnia 1977  | SC Internacional – Brasília 6:0 Valdomiro (4), Batista, Escurinho             |
| 7 grudnia 1977  | São Paulo – Brasília 5:0 Serginho (2), Neca, Teodoro, Chicăo                  |
| 7 grudnia 1977  | America FC – SC Internacional 0:0                                             |
| 10 grudnia 1977 | Brasília – Corinthians Paulista 0:5 Romeu (2), Geraldo (2), Palhinha          |
| 11 grudnia 1977 | SC Internacional – São Paulo 1:4 Escurinho - Serginho (2), Zé Sérgio, Teodoro |
| 15 grudnia 1977 | Corinthians Paulista – America FC 0:0                                         |
| 18 grudnia 1977 | Corinthians Paulista – SC Internacional 1:0 Basílio                           |
| 18 grudnia 1977 | America FC – São Paulo 0:0                                                    |

##### Tabela grupy G
Zwycięstwo różnicą 3 lub więcej bramek nagradzano 3 punktami, a pozostałe zwycięstwa 2 punktami. W tabeli w kolumnie zwycięstw najpierw podano liczbę zwycięstw 3-punktowych, a po ukośniku liczbę zwycięstw 2-punktowych.
| Poz | Klub                 | Mecze | Zw  | Rem | Por | Pkt | BrZd | BrStr |
| --- | -------------------- | ----- | --- | --- | --- | --- | ---- | ----- |
| 1   | Corinthians Paulista | 4     | 2/1 | 1   | 0   | 9   | 8    | 0     |
| 2   | São Paulo            | 4     | 2/0 | 1   | 1   | 7   | 9    | 3     |
| 3   | America FC           | 4     | 0/1 | 3   | 0   | 5   | 3    | 2     |
| 4   | SC Internacional     | 4     | 1/0 | 1   | 2   | 4   | 7    | 5     |
| 5   | Brasília             | 4     | 0/0 | 0   | 4   | 0   | 2    | 19    |

#### Grupa H

##### Mecze chronologicznie
| Data            | Mecz                                                                      |
| --------------- | ------------------------------------------------------------------------- |
| 1 grudnia 1977  | Portuguesa São Paulo – Santos FC 1:2 Alcino - Nílton Batata, Aílton Lira  |
| 4 grudnia 1977  | EC Bahia – Portuguesa São Paulo 2:0 Freitas, Jorge Campos                 |
| 4 grudnia 1977  | Goytacaz FC – SE Palmeiras 1:3 Paulo Marcos - Toninho (2), Jorge Mendonça |
| 7 grudnia 1977  | Santos FC – EC Bahia 0:1 Altimar                                          |
| 8 grudnia 1977  | Portuguesa São Paulo – Goytacaz FC 0:1 Mineiro                            |
| 11 grudnia 1977 | SE Palmeiras – Santos FC 1:1 Jorge Mendonça - Toinzinho                   |
| 11 grudnia 1977 | EC Bahia – Goytacaz FC 2:0 Jorge Campos, Washington Luís                  |
| 14 grudnia 1977 | Goytacaz FC – Santos FC 0:0                                               |
| 14 grudnia 1977 | SE Palmeiras – Portuguesa São Paulo 2:1 Jorge Mendonça, Zé Mário - Alcino |
| 15 grudnia 1977 | SE Palmeiras – EC Bahia 1:0 Toninho                                       |

##### Tabela grupy H
Zwycięstwo różnicą 3 lub więcej bramek nagradzano 3 punktami, a pozostałe zwycięstwa 2 punktami. W tabeli w kolumnie zwycięstw najpierw podano liczbę zwycięstw 3-punktowych, a po ukośniku liczbę zwycięstw 2-punktowych.
| Poz | Klub                 | Mecze | Zw  | Rem | Por | Pkt | BrZd | BrStr |
| --- | -------------------- | ----- | --- | --- | --- | --- | ---- | ----- |
| 1   | SE Palmeiras         | 4     | 1/2 | 1   | 0   | 8   | 7    | 3     |
| 2   | EC Bahia             | 4     | 2/1 | 0   | 1   | 8   | 5    | 1     |
| 3   | Santos FC            | 4     | 0/1 | 2   | 1   | 4   | 3    | 3     |
| 4   | Goytacaz FC          | 4     | 0/1 | 1   | 2   | 3   | 2    | 5     |
| 5   | Portuguesa São Paulo | 4     | 0/0 | 0   | 4   | 0   | 2    | 7     |

#### Grupa I

##### Mecze chronologicznie
| Data            | Mecz                                                        |
| --------------- | ----------------------------------------------------------- |
| 4 grudnia 1977  | AA Ponte Preta – AD Confiança 3:0 Lúcio (3)                 |
| 4 grudnia 1977  | CR Vasco da Gama – Clube do Remo 1:0 Paulinho               |
| 7 grudnia 1977  | AD Confiança – Clube do Remo 2:1 Dutra s, Hélio Lima - Bira |
| 8 grudnia 1977  | Joinville – AA Ponte Preta 0:2 Dario, Dicá                  |
| 11 grudnia 1977 | AA Ponte Preta – CR Vasco da Gama 0:0                       |
| 11 grudnia 1977 | Joinville – AD Confiança 3:0 Dirceu (3)                     |
| 15 grudnia 1977 | Clube do Remo – Joinville 1:0 Mesquita                      |
| 15 grudnia 1977 | AD Confiança – CR Vasco da Gama 0:1 Dudu s                  |
| 18 grudnia 1977 | CR Vasco da Gama – Joinville 1:1 Roberto Dinamite - Taquito |
| 18 grudnia 1977 | Clube do Remo – AA Ponte Preta 1:0 Mego                     |

##### Tabela grupy I
Zwycięstwo różnicą 3 lub więcej bramek nagradzano 3 punktami, a pozostałe zwycięstwa 2 punktami. W tabeli w kolumnie zwycięstw najpierw podano liczbę zwycięstw 3-punktowych, a po ukośniku liczbę zwycięstw 2-punktowych.
| Poz | Klub             | Mecze | Zw  | Rem | Por | Pkt | BrZd | BrStr |
| --- | ---------------- | ----- | --- | --- | --- | --- | ---- | ----- |
| 1   | AA Ponte Preta   | 4     | 2/0 | 1   | 1   | 7   | 5    | 1     |
| 2   | CR Vasco da Gama | 4     | 0/2 | 2   | 0   | 6   | 3    | 1     |
| 3   | Clube do Remo    | 4     | 0/2 | 0   | 2   | 4   | 3    | 3     |
| 4   | Joinville        | 4     | 1/0 | 1   | 2   | 4   | 4    | 4     |
| 5   | AD Confiança     | 4     | 0/1 | 0   | 3   | 2   | 2    | 8     |

#### Grupa J

##### Mecze chronologicznie
| Data            | Mecz                                                                                        |
| --------------- | ------------------------------------------------------------------------------------------- |
| 1 grudnia 1977  | Operário FC – Botafogo Ribeirão Preto 0:0                                                   |
| 4 grudnia 1977  | Operário FC – Fluminense FC 2:1 Peri, Everaldo - Zezé                                       |
| 4 grudnia 1977  | Botafogo Ribeirão Preto – Botafogo FR 2:2 Alexandre Bueno, Celso - Paulo César, Nílson Dias |
| 7 grudnia 1977  | CS Alagoano – Fluminense FC 1:2 Reginaldo - Pintinho, Marinho                               |
| 7 grudnia 1977  | Botafogo FR – Operário FC 1:1 Paulo César - Cuca                                            |
| 11 grudnia 1977 | Fluminense FC – Botafogo FR 0:1 Gil                                                         |
| 11 grudnia 1977 | Botafogo Ribeirão Preto – CS Alagoano 2:2 Marciano, Osmarzinho - Jorge Bonga, Ęnio          |
| 14 grudnia 1977 | Botafogo FR – CS Alagoano 3:1 Mendonça (2), Paulo César - Élcio                             |
| 15 grudnia 1977 | Fluminense FC – Botafogo Ribeirão Preto 0:0                                                 |
| 18 grudnia 1977 | CS Alagoano – Operário FC 0:2 Roberto César (2)                                             |

##### Tabela grupy J
Zwycięstwo różnicą 3 lub więcej bramek nagradzano 3 punktami, a pozostałe zwycięstwa 2 punktami. W tabeli w kolumnie zwycięstw najpierw podano liczbę zwycięstw 3-punktowych, a po ukośniku liczbę zwycięstw 2-punktowych.
| Poz | Klub                    | Mecze | Zw  | Rem | Por | Pkt | BrZd | BrStr |
| --- | ----------------------- | ----- | --- | --- | --- | --- | ---- | ----- |
| 1   | Botafogo FR             | 4     | 1/1 | 2   | 0   | 7   | 7    | 4     |
| 2   | Operário FC             | 4     | 1/1 | 2   | 0   | 7   | 5    | 2     |
| 3   | Botafogo Ribeirão Preto | 4     | 0/0 | 4   | 0   | 4   | 4    | 4     |
| 4   | Fluminense FC           | 4     | 0/1 | 1   | 2   | 3   | 3    | 4     |
| 5   | CS Alagoano             | 4     | 0/0 | 1   | 3   | 1   | 4    | 9     |

#### Grupa K

##### Mecze chronologicznie
| Data            | Mecz                                                              |
| --------------- | ----------------------------------------------------------------- |
| 1 grudnia 1977  | ABC FC – XV de Piracicaba 1:0 Maranhão                            |
| 4 grudnia 1977  | CR Flamengo – Cruzeiro EC 3:1 Cláudio Adăo (2), Toninho - Nelinho |
| 4 grudnia 1977  | XV de Piracicaba – Grêmio Maringá 3:0 Perrela, Roberto, Nardela   |
| 7 grudnia 1977  | XV de Piracicaba – CR Flamengo 1:0 Nardela                        |
| 11 grudnia 1977 | Grêmio Maringá – CR Flamengo 0:1 Vanderlei                        |
| 11 grudnia 1977 | ABC FC – Cruzeiro EC 2:2 Zezinho, Macunaíma - Joãozinho, Revetría |
| 14 grudnia 1977 | Cruzeiro EC – XV de Piracicaba 2:0 Joãozinho, Erivelto            |
| 14 grudnia 1977 | Grêmio Maringá – ABC FC 3:0 Nivaldo (2), Lula                     |
| 15 grudnia 1977 | CR Flamengo – ABC FC 1:0 Zico                                     |
| 18 grudnia 1977 | Cruzeiro EC – Grêmio Maringá 0:0                                  |

##### Tabela grupy K
Zwycięstwo różnicą 3 lub więcej bramek nagradzano 3 punktami, a pozostałe zwycięstwa 2 punktami. W tabeli w kolumnie zwycięstw najpierw podano liczbę zwycięstw 3-punktowych, a po ukośniku liczbę zwycięstw 2-punktowych.
| Poz | Klub             | Mecze | Zw  | Rem | Por | Pkt | BrZd | BrStr |
| --- | ---------------- | ----- | --- | --- | --- | --- | ---- | ----- |
| 1   | CR Flamengo      | 4     | 1/2 | 0   | 1   | 7   | 5    | 2     |
| 2   | XV de Piracicaba | 4     | 1/1 | 0   | 2   | 5   | 4    | 3     |
| 3   | Cruzeiro EC      | 4     | 1/0 | 2   | 1   | 5   | 5    | 5     |
| 4   | Grêmio Maringá   | 4     | 1/0 | 1   | 2   | 4   | 3    | 4     |
| 5   | ABC FC           | 4     | 0/1 | 1   | 2   | 3   | 3    | 6     |

#### Grupa L

##### Mecze chronologicznie
| Data            | Mecz                                                                         |
| --------------- | ---------------------------------------------------------------------------- |
| 1 grudnia 1977  | Guarani FC – Atlético Mineiro 0:1 Reinaldo                                   |
| 4 grudnia 1977  | Atlético Mineiro – Santa Cruz FC 3:1 Marcelo, Serginho, Reinaldo - Nunes     |
| 7 grudnia 1977  | Santa Cruz FC – Guarani FC 1:0 Nunes                                         |
| 7 grudnia 1977  | Americano FC – Grêmio Porto Alegre 0:0                                       |
| 10 grudnia 1977 | Guarani FC – Americano FC 6:0 Renato (4), Ziquita, Osnir                     |
| 11 grudnia 1977 | Atlético Mineiro – Grêmio Porto Alegre 3:1 Marcelo, Reinaldo, Angelo - André |
| 14 grudnia 1977 | Santa Cruz FC – Americano FC 3:0 Nunes (2), Alfredo Santos                   |
| 14 grudnia 1977 | Grêmio Porto Alegre – Guarani FC 2:0 Tadeu, Éder                             |
| 18 grudnia 1977 | Americano FC – Atlético Mineiro 0:2 Paulo Isidoro, Reinaldo                  |
| 18 grudnia 1977 | Grêmio Porto Alegre – Santa Cruz FC 2:3 Éder, André - Fumanchu, Almir, Jadir |

##### Tabela grupy L
Zwycięstwo różnicą 3 lub więcej bramek nagradzano 3 punktami, a pozostałe zwycięstwa 2 punktami. W tabeli w kolumnie zwycięstw najpierw podano liczbę zwycięstw 3-punktowych, a po ukośniku liczbę zwycięstw 2-punktowych.
| Poz | Klub                | Mecze | Zw  | Rem | Por | Pkt | BrZd | BrStr |
| --- | ------------------- | ----- | --- | --- | --- | --- | ---- | ----- |
| 1   | Atlético Mineiro    | 4     | 3/1 | 0   | 0   | 11  | 9    | 2     |
| 2   | Santa Cruz FC       | 4     | 1/2 | 0   | 1   | 7   | 8    | 5     |
| 3   | Grêmio Porto Alegre | 4     | 1/0 | 1   | 2   | 4   | 5    | 6     |
| 4   | Guarani FC          | 4     | 1/0 | 0   | 3   | 3   | 6    | 4     |
| 5   | Americano FC        | 4     | 0/0 | 1   | 3   | 1   | 0    | 11    |

### Turniej przegranych
Kluby, które odpadły we wcześniejszych etapach mistrzostw miały jeszcze szansę dostać się do trzeciego etapu mistrzostw Brazylii.

#### Grupa M

##### Mecze chronologicznie
| Data            | Mecz                                                                    |
| --------------- | ----------------------------------------------------------------------- |
| 4 grudnia 1977  | Coritiba FBC – CE Dom Bosco 4:0 Diogo s, César s, Washington, Adílson   |
| 4 grudnia 1977  | Caxias – Avaí FC 5:1 Paulo César (2), Cedenir, Bebeto, Joel - Renato Sá |
| 7 grudnia 1977  | EC Juventude – Coritiba FBC 3:0 Flexa (2), Luisinho                     |
| 8 grudnia 1977  | Avaí FC – CE Dom Bosco 0:1 Adílson                                      |
| 11 grudnia 1977 | EC Juventude – Caxias 1:1 Alcione - Bebeto                              |
| 11 grudnia 1977 | Coritiba FBC – Avaí FC 2:3 Marcos s, Vicente - Néia (2), Lourival       |
| 14 grudnia 1977 | CE Dom Bosco – Caxias 1:1 Paulo Roberto - Bebeto                        |
| 14 grudnia 1977 | Avaí FC – EC Juventude 2:1 Néia, Renato Sá - Félix                      |
| 15 grudnia 1977 | Coritiba FBC – Caxias 1:2 Adílson - Luís Freire (2)                     |
| 18 grudnia 1977 | CE Dom Bosco – EC Juventude 0:1 Plein                                   |

##### Tabela grupy M
Zwycięstwo różnicą 3 lub więcej bramek nagradzano 3 punktami, a pozostałe zwycięstwa 2 punktami. W tabeli w kolumnie zwycięstw najpierw podano liczbę zwycięstw 3-punktowych, a po ukośniku liczbę zwycięstw 2-punktowych.
| Poz | Klub         | Mecze | Zw  | Rem | Por | Pkt | BrZd | BrStr |
| --- | ------------ | ----- | --- | --- | --- | --- | ---- | ----- |
| 1   | Caxias       | 4     | 1/1 | 2   | 0   | 7   | 9    | 4     |
| 2   | EC Juventude | 4     | 1/1 | 1   | 1   | 6   | 6    | 3     |
| 3   | Avaí FC      | 4     | 0/2 | 0   | 2   | 4   | 6    | 9     |
| 4   | Coritiba FBC | 4     | 1/0 | 0   | 3   | 3   | 7    | 8     |
| 5   | CE Dom Bosco | 4     | 0/1 | 1   | 2   | 3   | 2    | 6     |

#### Grupa N

##### Mecze chronologicznie
| Data            | Mecz                                                                                      |
| --------------- | ----------------------------------------------------------------------------------------- |
| 4 grudnia 1977  | Clube de Regatas Brasil – Náutico 1:2 Dirceu - Didi, Vicente                              |
| 4 grudnia 1977  | Sport Recife – Treze FC 4:0 Roberto, Miltăo, Biro-Biro, Édson                             |
| 7 grudnia 1977  | Botafogo João Pessoa – Sport Recife 1:3 Cardoso s - Amílton Rocha, Miltăo, Nivaldo        |
| 7 grudnia 1977  | Treze FC – Clube de Regatas Brasil 0:0                                                    |
| 11 grudnia 1977 | Sport Recife – Náutico 1:0 Édson                                                          |
| 11 grudnia 1977 | Treze FC – Botafogo João Pessoa 3:2 Meinha (2), Hélio - Zé Carlos Olímpico (2)            |
| 14 grudnia 1977 | Clube de Regatas Brasil – Botafogo João Pessoa 3:0 Dirceu (3)                             |
| 15 grudnia 1977 | Náutico – Treze FC 5:0 Chico Explosăo (2), Chico Fraga (2), Marquinhos                    |
| 18 grudnia 1977 | Botafogo João Pessoa – Náutico 3:1 Zé Carlos Olímpico, Zé Carlos Paulista, Adílson - Zuza |
| 18 grudnia 1977 | Sport Recife – Clube de Regatas Brasil 1:0 Miltăo                                         |

##### Tabela grupy N
Zwycięstwo różnicą 3 lub więcej bramek nagradzano 3 punktami, a pozostałe zwycięstwa 2 punktami. W tabeli w kolumnie zwycięstw najpierw podano liczbę zwycięstw 3-punktowych, a po ukośniku liczbę zwycięstw 2-punktowych.
| Poz | Klub                    | Mecze | Zw  | Rem | Por | Pkt | BrZd | BrStr |
| --- | ----------------------- | ----- | --- | --- | --- | --- | ---- | ----- |
| 1   | Sport Recife            | 4     | 2/2 | 0   | 0   | 10  | 9    | 1     |
| 2   | Náutico                 | 4     | 1/1 | 0   | 2   | 5   | 8    | 5     |
| 3   | Clube de Regatas Brasil | 4     | 1/0 | 1   | 2   | 4   | 4    | 3     |
| 4   | Botafogo João Pessoa    | 4     | 1/0 | 0   | 3   | 3   | 6    | 10    |
| 5   | Treze FC                | 4     | 0/1 | 1   | 2   | 3   | 3    | 11    |

#### Grupa O

##### Mecze chronologicznie
| Data              | Mecz                                                                                             |
| ----------------- | ------------------------------------------------------------------------------------------------ |
| 30 listopada 1977 | América Natal – Ceará SC 2:0 Jangada, Humberto                                                   |
| 1 grudnia 1977    | EC Flamengo – Fortaleza 0:0                                                                      |
| 4 grudnia 1977    | Ríver AC – Sampaio Corrêa FC 4:3 Nunes, Santos, Jorginho, Nunes - Vanderlei, Oliveira, Cabecinha |
| 4 grudnia 1977    | Fortaleza – América Natal 0:2 Aluísio, Marinho                                                   |
| 7 grudnia 1977    | EC Flamengo – América Natal 1:1 Jotabę - Aluísio                                                 |
| 8 grudnia 1977    | Ríver AC – Fortaleza 2:1 Jorginho, Nunes - Maia                                                  |
| 8 grudnia 1977    | Sampaio Corrêa FC – Ceará SC 1:1 Cabecinha - Paulo Fraga s                                       |
| 11 grudnia 1977   | Ceará SC – Fortaleza 2:1 Zé Iva s, Oliveira - Lucinho                                            |
| 11 grudnia 1977   | Sampaio Corrêa FC – América Natal 1:1 Cabecinha - Jangada                                        |
| 11 grudnia 1977   | EC Flamengo – Ríver AC 0:0                                                                       |
| 14 grudnia 1977   | Sampaio Corrêa FC – EC Flamengo 4:1 Cabecinha (3), Rosclin - Israel                              |
| 15 grudnia 1977   | Ceará SC – Ríver AC 3:0 Oliveira (2), Nino                                                       |
| 15 grudnia 1977   | Fortaleza – Sampaio Corrêa FC 2:0 Otávio Souto, Zé Iva                                           |
| 18 grudnia 1977   | América Natal – Ríver AC 5:0 Marinho (2), Aluísio (2), Alberi                                    |
| 18 grudnia 1977   | Ceará SC – EC Flamengo 0:0                                                                       |

##### Tabela grupy O
Zwycięstwo różnicą 3 lub więcej bramek nagradzano 3 punktami, a pozostałe zwycięstwa 2 punktami. W tabeli w kolumnie zwycięstw najpierw podano liczbę zwycięstw 3-punktowych, a po ukośniku liczbę zwycięstw 2-punktowych.
| Poz | Klub              | Mecze | Zw  | Rem | Por | Pkt | BrZd | BrStr |
| --- | ----------------- | ----- | --- | --- | --- | --- | ---- | ----- |
| 1   | América Natal     | 5     | 3/0 | 2   | 0   | 11  | 11   | 2     |
| 2   | Ceará SC          | 5     | 1/1 | 2   | 1   | 7   | 6    | 4     |
| 3   | Ríver AC          | 5     | 0/2 | 1   | 2   | 5   | 6    | 12    |
| 4   | Sampaio Corrêa FC | 5     | 1/0 | 2   | 2   | 5   | 9    | 9     |
| 5   | Fortaleza         | 5     | 1/0 | 1   | 3   | 4   | 4    | 6     |
| 6   | EC Flamengo       | 5     | 0/0 | 4   | 1   | 4   | 2    | 5     |

#### Grupa P

##### Mecze chronologicznie
| Data            | Mecz                                                                                     |
| --------------- | ---------------------------------------------------------------------------------------- |
| 1 grudnia 1977  | Londrina – Goiânia 4:1 Éverton (3), Xaxá - Bil                                           |
| 1 grudnia 1977  | Athletico Paranaense – Goiás EC 3:3 Careca, Ademir, Paulo Roberto - Triel, Lincon, Lúcio |
| 4 grudnia 1977  | Vila Nova FC – Goiânia 4:0 Rangel (2), Sérgio Luís (2)                                   |
| 7 grudnia 1977  | Goiânia – Athletico Paranaense 2:1 Bil, Éber - Rota                                      |
| 11 grudnia 1977 | Vila Nova FC – Goiás EC 0:3 Lincon (2), Reinaldo                                         |
| 11 grudnia 1977 | Londrina – Athletico Paranaense 2:3 Éverton, Carlos Alberto Garcia - Cabral (3)          |
| 14 grudnia 1977 | Goiás EC – Goiânia 3:2 Pastoril (2), Lincon - Éber, Bil                                  |
| 15 grudnia 1977 | Vila Nova FC – Londrina 0:1 Xaxá                                                         |
| 18 grudnia 1977 | Athletico Paranaense – Vila Nova FC 2:2 Rota, Bira Lopes - Lula, Sérgio Luís             |
| 18 grudnia 1977 | Goiás EC – Londrina 1:2 Rinaldo - Brandăo (2)                                            |

##### Tabela grupy P
Zwycięstwo różnicą 3 lub więcej bramek nagradzano 3 punktami, a pozostałe zwycięstwa 2 punktami. W tabeli w kolumnie zwycięstw najpierw podano liczbę zwycięstw 3-punktowych, a po ukośniku liczbę zwycięstw 2-punktowych.
| Poz | Klub                 | Mecze | Zw  | Rem | Por | Pkt | BrZd | BrStr |
| --- | -------------------- | ----- | --- | --- | --- | --- | ---- | ----- |
| 1   | Londrina             | 4     | 1/2 | 0   | 1   | 7   | 9    | 5     |
| 2   | Goiás EC             | 4     | 1/1 | 1   | 1   | 6   | 10   | 7     |
| 3   | Athletico Paranaense | 4     | 0/1 | 2   | 1   | 4   | 9    | 9     |
| 4   | Vila Nova FC         | 4     | 1/0 | 1   | 2   | 4   | 6    | 6     |
| 5   | Goiânia              | 4     | 0/1 | 0   | 3   | 2   | 5    | 12    |

#### Grupa Q

##### Mecze chronologicznie
| Data            | Mecz |
| --------------- | --- |
| 1 grudnia 1977  | Volta Redonda – Desportiva Cariacica 2:0 Paulo César, Té |
| 1 grudnia 1977  | EC Vitória – Vitória 2:0 Joăo Carlos Traina (2) |
| 1 grudnia 1977  | CS Sergipe – Fluminense de Feira FC 1:1 Eusébio - Tírson |
| 4 grudnia 1977  | Volta Redonda – CS Sergipe 3:2 Rubenval, Vicentinho, Botelho - Eusébio, Cabral |
| 4 grudnia 1977  | Desportiva Cariacica – EC Vitória 3:1 Wílson, Corinto, Orlando - Sena |
| 7 grudnia 1977  | Vitória – Fluminense de Feira FC 1:0 Clóvis |
| 7 grudnia 1977  | Volta Redonda – EC Vitória 1:1 Botelho - Sena |
| 10 grudnia 1977 | EC Vitória – CS Sergipe 2:1 Valdir, Zé Dias - Orlando |
| 11 grudnia 1977 | Fluminense de Feira FC – Volta Redonda 1:0 Caíco |
| 11 grudnia 1977 | Desportiva Cariacica – Vitória 2:1 Evandro, Orlando - Zezinho |
| 14 grudnia 1977 | Vitória – Volta Redonda 1:1 Marco Antônio - Botelho |
| 14 grudnia 1977 | CS Sergipe – Desportiva Cariacica 1:1 Bolinha - Orlando |
| 14 grudnia 1977 | EC Vitória – Fluminense de Feira FC 2:0 Sena (2) |
| 18 grudnia 1977 | CS Sergipe – Vitória 0:1 Marco Antônio |
| 18 grudnia 1977 | Desportiva Cariacica – Fluminense de Feira FC walkower Fluminense zrezygnował z gry. Spowodowane zostało to przekupstwem ze strony federacji stanu Bahia, która w ten sposób pragnęła zapewnić awans do trzeciego etapu drugiemu reprezentantowi stanu, klubowi EC Vitória. W tej sytuacji zarządzono dodatkowy mecz między klubami Desportiva Cariacica a EC Vitória. Ponieważ Vitória odmówiła gry, do trzeciego etapu awansował klub Desportiva. |

##### Tabela grupy Q
Zwycięstwo różnicą 3 lub więcej bramek nagradzano 3 punktami, a pozostałe zwycięstwa 2 punktami. W tabeli w kolumnie zwycięstw najpierw podano liczbę zwycięstw 3-punktowych, a po ukośniku liczbę zwycięstw 2-punktowych.
| Poz | Klub                   | Mecze | Zw  | Rem | Por | Pkt | BrZd | BrStr |
| --- | ---------------------- | ----- | --- | --- | --- | --- | ---- | ----- |
| 1   | EC Vitória             | 5     | 2/1 | 1   | 1   | 9   | 8    | 5     |
| 2   | Desportiva Cariacica   | 5     | 1/1 | 2   | 1   | 7   | 6    | 5     |
| 3   | Volta Redonda          | 5     | 1/1 | 2   | 1   | 7   | 7    | 5     |
| 4   | Vitória                | 5     | 0/2 | 1   | 2   | 5   | 4    | 5     |
| 5   | Fluminense de Feira FC | 5     | 0/1 | 2   | 2   | 4   | 2    | 4     |
| 6   | CS Sergipe             | 5     | 0/0 | 2   | 3   | 2   | 5    | 8     |

#### Grupa R

##### Mecze chronologicznie
| Data            | Mecz                                                                        |
| --------------- | --------------------------------------------------------------------------- |
| 1 grudnia 1977  | América Mineiro – Paysandu SC 3:1 Jorge Nobre (2), Maneca - Nílson          |
| 4 grudnia 1977  | Uberaba – Nacional FC 2:0 Sérgio Zaia, Paulo Luciano                        |
| 4 grudnia 1977  | Paysandu SC – Nacional Fast Clube 1:2 Patrulheiro - Reis, Dentinho          |
| 7 grudnia 1977  | América Mineiro – Nacional FC 1:0 Marcăo                                    |
| 10 grudnia 1977 | América Mineiro – Uberaba 1:0 Jorge Nobre                                   |
| 11 grudnia 1977 | Nacional Fast Clube – Nacional FC 2:1 Raulino (2) – Rogério                 |
| 14 grudnia 1977 | Nacional Fast Clube – América Mineiro 2:0 Reis, Raulino                     |
| 14 grudnia 1977 | Paysandu SC – Uberaba 2:2 Dario s, Carmelito s - Sérgio Zaia, Paulo Luciano |
| 18 grudnia 1977 | Uberaba – Nacional Fast Clube 1:0 Edgar s                                   |
| 18 grudnia 1977 | Nacional FC – Paysandu SC 1:1 Rogério - Patrulheiro                         |

##### Tabela grupy R
Zwycięstwo różnicą 3 lub więcej bramek nagradzano 3 punktami, a pozostałe zwycięstwa 2 punktami. W tabeli w kolumnie zwycięstw najpierw podano liczbę zwycięstw 3-punktowych, a po ukośniku liczbę zwycięstw 2-punktowych.
| Poz | Klub                | Mecze | Zw  | Rem | Por | Pkt | BrZd | BrStr |
| --- | ------------------- | ----- | --- | --- | --- | --- | ---- | ----- |
| 1   | Nacional Fast Clube | 4     | 1/2 | 0   | 1   | 7   | 6    | 3     |
| 2   | América Mineiro     | 4     | 1/2 | 0   | 1   | 7   | 5    | 3     |
| 3   | Uberaba             | 4     | 1/1 | 1   | 1   | 6   | 5    | 3     |
| 4   | Paysandu SC         | 4     | 0/0 | 2   | 2   | 2   | 5    | 8     |
| 5   | Nacional FC         | 4     | 0/0 | 1   | 3   | 1   | 2    | 6     |

### Etap finałowy

#### Grupa S

##### Mecze chronologicznie
| Data             | Mecz                                                                                  |
| ---------------- | ------------------------------------------------------------------------------------- |
| 29 stycznia 1978 | Corinthians Paulista – Santos FC 1:1 Romeu - Aílton Lira                              |
| 29 stycznia 1978 | Londrina – Caxias 2:0 Brandăo, Carlos Alberto Garcia                                  |
| 29 stycznia 1978 | CR Flamengo – CR Vasco da Gama 0:0                                                    |
| 1 lutego 1978    | Londrina – CR Flamengo 1:0 Zé Roberto                                                 |
| 1 lutego 1978    | Corinthians Paulista – Caxias 1:0 Palhinha                                            |
| 1 lutego 1978    | CR Vasco da Gama – Santos FC 1:0 Paulo Roberto                                        |
| 11 lutego 1978   | CR Flamengo – Caxias 1:1 Zico - Bebeto                                                |
| 11 lutego 1978   | Santos FC – Londrina 1:2 Joãozinho - Nivaldo, Carlos Alberto Garcia                   |
| 12 lutego 1978   | Corinthians Paulista – CR Vasco da Gama 0:0                                           |
| 15 lutego 1978   | Londrina – Corinthians Paulista 1:0 Carlos Alberto Garcia                             |
| 15 lutego 1978   | Caxias – CR Vasco da Gama 1:5 Bebeto - Ramón (3), Guina, Roberto Dinamite             |
| 15 lutego 1978   | Santos FC – CR Flamengo 0:0                                                           |
| 18 lutego 1978   | Caxias – Santos FC 3:3 Delmar, Luís Freire, Cedenir - Pita, Joăo Paulo, Marco Antônio |
| 19 lutego 1978   | CR Flamengo – Corinthians Paulista 0:1 Vaguinho                                       |
| 19 lutego 1978   | CR Vasco da Gama – Londrina 0:2 Carlos Alberto Garcia, Brandăo                        |

##### Tabela grupy S
Zwycięstwo różnicą 3 lub więcej bramek nagradzano 3 punktami, a pozostałe zwycięstwa 2 punktami. W tabeli w kolumnie zwycięstw najpierw podano liczbę zwycięstw 3-punktowych, a po ukośniku liczbę zwycięstw 2-punktowych.
| Poz | Klub                 | Mecze | Zw  | Rem | Por | Pkt | BrZd | BrStr |
| --- | -------------------- | ----- | --- | --- | --- | --- | ---- | ----- |
| 1   | Londrina             | 5     | 2/3 | 0   | 0   | 12  | 8    | 1     |
| 2   | CR Vasco da Gama     | 5     | 1/1 | 2   | 1   | 7   | 6    | 3     |
| 3   | Corinthians Paulista | 5     | 0/2 | 2   | 1   | 6   | 3    | 2     |
| 4   | Santos FC            | 5     | 0/0 | 3   | 2   | 3   | 5    | 7     |
| 5   | CR Flamengo          | 5     | 0/0 | 3   | 2   | 3   | 1    | 3     |
| 6   | Caxias               | 5     | 0/0 | 2   | 3   | 2   | 5    | 12    |

#### Grupa T

##### Mecze chronologicznie
| Data             | Mecz |
| ---------------- | --- |
| 29 stycznia 1978 | EC Bahia – Botafogo FR 0:0                                                                                           |
| 29 stycznia 1978 | Atlético Mineiro – Cruzeiro EC 2:1 Ziza, Reinaldo - Nelinho                                                          |
| 29 stycznia 1978 | Nacional Fast Clube – América Natal 0:0                                                                              |
| 1 lutego 1978    | Nacional Fast Clube – Atlético Mineiro 1:2 Carlinhos - Joãozinho Paulista, Edgar s                                   |
| 1 lutego 1978    | Botafogo FR – América Natal 2:0 Mendonça, Nílson Dias                                                                |
| 12 lutego 1978   | Botafogo FR – Atlético Mineiro 0:0                                                                                   |
| 12 lutego 1978   | EC Bahia – Cruzeiro EC 2:2 Jorge Campos, Jesum - Joãozinho, Nelinho                                                  |
| 15 lutego 1978   | América Natal – EC Bahia 0:0                                                                                         |
| 15 lutego 1978   | Cruzeiro EC – Nacional Fast Clube 5:4 Edgar s, Erivelto, Revetría, Nelinho, Lívio - Raulino (2), Carlinhos, Dentinho |
| 19 lutego 1978   | EC Bahia – Nacional Fast Clube 2:0 Douglas, Jorge Campos                                                             |
| 19 lutego 1978   | Cruzeiro EC – Botafogo FR 0:3 Nílson Dias, Gil, Mendonça                                                             |
| 19 lutego 1978   | Atlético Mineiro – América Natal 6:0 Reinaldo (3), Ziza (2), Marcelo                                                 |
| 22 lutego 1978   | América Natal – Cruzeiro EC 2:2 Jangada (2) – Morais, Eli                                                            |
| 22 lutego 1978   | Atlético Mineiro – EC Bahia 4:0 Ziza (2), Reinaldo (2)                                                               |
| 22 lutego 1978   | Botafogo FR – Nacional Fast Clube 3:1 Mendonça, Paulo César, Nílson Dias - Raulino                                   |

##### Tabela grupy T
Zwycięstwo różnicą 3 lub więcej bramek nagradzano 3 punktami, a pozostałe zwycięstwa 2 punktami. W tabeli w kolumnie zwycięstw najpierw podano liczbę zwycięstw 3-punktowych, a po ukośniku liczbę zwycięstw 2-punktowych.
| Poz | Klub                | Mecze | Zw  | Rem | Por | Pkt | BrZd | BrStr |
| --- | ------------------- | ----- | --- | --- | --- | --- | ---- | ----- |
| 1   | Atlético Mineiro    | 5     | 2/2 | 1   | 0   | 11  | 14   | 2     |
| 2   | Botafogo FR         | 5     | 3/0 | 2   | 0   | 11  | 8    | 1     |
| 3   | EC Bahia            | 5     | 1/0 | 3   | 1   | 6   | 4    | 6     |
| 4   | Cruzeiro EC         | 5     | 0/1 | 2   | 2   | 4   | 10   | 13    |
| 5   | América Natal       | 5     | 0/0 | 3   | 2   | 3   | 2    | 10    |
| 6   | Nacional Fast Clube | 5     | 0/0 | 1   | 4   | 1   | 6    | 12    |

#### Grupa U

##### Mecze chronologicznie
| Data             | Mecz                                                                                       |
| ---------------- | ------------------------------------------------------------------------------------------ |
| 28 stycznia 1978 | São Paulo – XV de Piracicaba 4:2 Serginho (2), Neca, Zé Sérgio - Perrela, Roberta          |
| 29 stycznia 1978 | Grêmio Porto Alegre – Sport Recife 1:0 André                                               |
| 29 stycznia 1978 | AA Ponte Preta – Botafogo Ribeirão Preto 4:1 Jair, Dario, Lúcio, Helinho - Alexandre Bueno |
| 1 lutego 1978    | XV de Piracicaba – Grêmio Porto Alegre 0:1 Oberdan                                         |
| 1 lutego 1978    | AA Ponte Preta – São Paulo 1:3 Tuta - Serginho (2), Neca                                   |
| 1 lutego 1978    | Sport Recife – Botafogo Ribeirão Preto 1:2 Mauro - Sócrates, Celso                         |
| 12 lutego 1978   | XV de Piracicaba – Sport Recife 0:1 Amílton Rocha                                          |
| 12 lutego 1978   | Botafogo Ribeirão Preto – São Paulo 1:0 Sócrates                                           |
| 12 lutego 1978   | Grêmio Porto Alegre – AA Ponte Preta 1:0 Oberdan                                           |
| 15 lutego 1978   | AA Ponte Preta – XV de Piracicaba 1:0 Helinho                                              |
| 15 lutego 1978   | Grêmio Porto Alegre – Botafogo Ribeirão Preto 1:1 Wílson - Osmarzinho                      |
| 15 lutego 1978   | São Paulo – Sport Recife 4:3 Tovar s, Mirandinha, Zé Sérgio, Bezerra - Darci, Pita, Miltăo |
| 19 lutego 1978   | São Paulo – Grêmio Porto Alegre 3:1 Mirandinha, Serginho, Getúlio - Éder                   |
| 19 lutego 1978   | Sport Recife – AA Ponte Preta 1:0 Roberto                                                  |
| 19 lutego 1978   | Botafogo Ribeirão Preto – XV de Piracicaba 0:0                                             |

##### Tabela grupy U
Zwycięstwo różnicą 3 lub więcej bramek nagradzano 3 punktami, a pozostałe zwycięstwa 2 punktami. W tabeli w kolumnie zwycięstw najpierw podano liczbę zwycięstw 3-punktowych, a po ukośniku liczbę zwycięstw 2-punktowych.
| Poz | Klub                    | Mecze | Zw  | Rem | Por | Pkt | BrZd | BrStr |
| --- | ----------------------- | ----- | --- | --- | --- | --- | ---- | ----- |
| 1   | São Paulo               | 5     | 3/1 | 0   | 1   | 11  | 14   | 8     |
| 2   | Grêmio Porto Alegre     | 5     | 0/3 | 1   | 1   | 7   | 5    | 4     |
| 3   | Botafogo Ribeirão Preto | 5     | 0/2 | 2   | 1   | 6   | 5    | 6     |
| 4   | AA Ponte Preta          | 5     | 1/1 | 0   | 3   | 5   | 6    | 6     |
| 5   | Sport Recife            | 5     | 0/2 | 0   | 3   | 4   | 6    | 7     |
| 6   | XV de Piracicaba        | 5     | 0/0 | 1   | 4   | 1   | 2    | 7     |

#### Grupa V

##### Mecze chronologicznie
| Data             | Mecz                                                                                    |
| ---------------- | --------------------------------------------------------------------------------------- |
| 29 stycznia 1978 | Santa Cruz FC – America FC 2:2 Fumanchu, Nunes - Aílton, Dé                             |
| 29 stycznia 1978 | Clube do Remo – SE Palmeiras 3:0 Bira (2), Mesquita                                     |
| 1 lutego 1978    | Operário FC – Santa Cruz FC 0:0                                                         |
| 1 lutego 1978    | SE Palmeiras – Desportiva Cariacica 4:1 Jorge Mendonça (2), Zé Mário, Toninho - Evandro |
| 12 lutego 1978   | SE Palmeiras – America FC 5:1 Jorge Mendonça (2), Edu, Vacaria, Toninho - Léo           |
| 12 lutego 1978   | Santa Cruz FC – Desportiva Cariacica 2:0 Nunes, Fumanchu                                |
| 15 lutego 1978   | Operário FC – Desportiva Cariacica 5:0 Cuca, Tadeu, Everaldo, Marinho, Roberto César    |
| 15 lutego 1978   | America FC – Clube do Remo 1:1 Dé - Bira                                                |
| 18 lutego 1978   | SE Palmeiras – Santa Cruz FC 1:3 Toninho - Fumanchu (2), Nunes                          |
| 18 lutego 1978   | Desportiva Cariacica – Clube do Remo 2:2 Dario, Corinto - Humberto, Mesquita            |
| 18 lutego 1978   | America FC – Operário FC 0:2 Tadeu, Everaldo                                            |
| 20 lutego 1978   | Clube do Remo – Operário FC 2:0 Mego (2)                                                |
| 22 lutego 1978   | Santa Cruz FC – Clube do Remo 2:1 Darinta s, Betinho - Mesquita                         |
| 22 lutego 1978   | Operário FC – SE Palmeiras 2:0 Everaldo, Tadeu                                          |
| 23 lutego 1978   | Desportiva Cariacica – America FC 0:0                                                   |

##### Tabela grupy V
Zwycięstwo różnicą 3 lub więcej bramek nagradzano 3 punktami, a pozostałe zwycięstwa 2 punktami. W tabeli w kolumnie zwycięstw najpierw podano liczbę zwycięstw 3-punktowych, a po ukośniku liczbę zwycięstw 2-punktowych.
| Poz | Klub                 | Mecze | Zw  | Rem | Por | Pkt | BrZd | BrStr |
| --- | -------------------- | ----- | --- | --- | --- | --- | ---- | ----- |
| 1   | Operário FC          | 5     | 3/0 | 1   | 1   | 10  | 9    | 2     |
| 2   | Santa Cruz FC        | 5     | 2/1 | 2   | 0   | 10  | 9    | 4     |
| 3   | Clube do Remo        | 5     | 2/0 | 2   | 1   | 8   | 9    | 5     |
| 4   | SE Palmeiras         | 5     | 2/0 | 0   | 3   | 6   | 10   | 10    |
| 5   | America FC           | 5     | 0/0 | 3   | 2   | 3   | 4    | 10    |
| 6   | Desportiva Cariacica | 5     | 0/0 | 2   | 3   | 2   | 3    | 13    |

#### 1/2 finału
| Londrina – Atlético Mineiro 2:2 i 2:4 1 26.02 1978 Ademar, Brandăo - Serginho, Caio Cambalhota 2 01.03 1978 Carlos Alberto Garcia, Brandăo - Reinaldo (3), Ziza |
| Operário FC – São Paulo 1:0 i 0:3 1 26.02 1978 Tadeu 2 01.03 1978 Serginho (2), Neca                                                                            |

#### Finał
| Atlético Mineiro – São Paulo 0:0, karne 2:3 |
| 5 marca 1978 Belo Horizonte Estádio Mineirão (102 974) Atlético Mineiro – São Paulo 0:0, karne 2:3 Sędzia: Arnaldo Cezar Coelho Karne: Ziza (+), Alves (-), Toninho Cerezo (-), Joãozinho Paulista (-), Márcio (-) – Getúlio (-), Peres (+), Chicão (-), Antenor (+), Bezerra (+) Atlético Mineiro (trener Barbatana): João Leite - Alves, Márcio, Vantuir, Valdemir, Toninho Cerezo, Ângelo, Marcelo (Paulo Isidoro), Serginho, Caio (Joãozinho Paulista), Ziza São Paulo Futebol Clube (trener Rubens Minelli): Waldir Peres - Getúlio, Tecão, Bezerra, Antenor, Chicão, Teodoro (Peres), Darío Pereyra, Zé Sérgio, Mirandinha, Viana (Neca) |

Mistrzem Brazylii w 1977 roku został klub São Paulo, a wicemistrzem Brazylii – Atlético Mineiro.

## Końcowa klasyfikacja sezonu 1977
Zwycięstwo różnicą 3 lub więcej bramek nagradzano 3 punktami, a pozostałe zwycięstwa 2 punktami. W tabeli w kolumnie zwycięstw najpierw podano liczbę zwycięstw 3-punktowych, a po ukośniku liczbę zwycięstw 2-punktowych.
| Poz | Klub                    | Mecze | Zw   | Rem | Por | Pkt | BrZd | BrStr |
| --- | ----------------------- | ----- | ---- | --- | --- | --- | ---- | ----- |
| 1   | São Paulo               | 21    | 9/4  | 4   | 4   | 39  | 40   | 15    |
| 2   | Atlético Mineiro        | 21    | 11/6 | 4   | 0   | 49  | 55   | 16    |
| 3   | Operário FC             | 20    | 6/4  | 6   | 4   | 32  | 28   | 16    |
| 4   | Londrina                | 20    | 4/6  | 4   | 6   | 28  | 33   | 28    |
| 5   | Botafogo FR             | 18    | 8/3  | 7   | 0   | 37  | 30   | 8     |
| 6   | SE Palmeiras            | 18    | 7/5  | 3   | 3   | 34  | 33   | 18    |
| 7   | AA Ponte Preta          | 19    | 7/4  | 3   | 5   | 32  | 29   | 12    |
| 8   | Corinthians Paulista    | 19    | 5/5  | 6   | 3   | 31  | 24   | 7     |
| 9   | CR Flamengo             | 19    | 7/2  | 6   | 4   | 31  | 31   | 11    |
| 10  | Santa Cruz FC           | 18    | 5/5  | 5   | 3   | 30  | 33   | 15    |
| 11  | EC Bahia                | 19    | 6/3  | 6   | 4   | 30  | 26   | 12    |
| 12  | CR Vasco da Gama        | 18    | 5/3  | 8   | 2   | 29  | 26   | 10    |
| 13  | Grêmio Porto Alegre     | 18    | 6/3  | 4   | 5   | 28  | 31   | 18    |
| 14  | Clube do Remo           | 18    | 4/4  | 4   | 6   | 24  | 26   | 18    |
| 15  | Botafogo Ribeirão Preto | 18    | 2/6  | 6   | 4   | 24  | 28   | 21    |
| 16  | Cruzeiro EC             | 18    | 5/1  | 7   | 5   | 24  | 30   | 27    |
| 17  | América Natal           | 20    | 4/2  | 8   | 6   | 24  | 23   | 27    |
| 18  | America FC              | 19    | 1/5  | 10  | 3   | 23  | 19   | 19    |
| 19  | Desportiva Cariacica    | 20    | 3/4  | 5   | 8   | 22  | 21   | 33    |
| 20  | Sport Recife            | 18    | 3/4  | 4   | 7   | 21  | 26   | 24    |
| 21  | Santos FC               | 18    | 4/1  | 6   | 7   | 20  | 21   | 22    |
| 22  | XV de Piracicaba        | 18    | 2/2  | 8   | 6   | 18  | 12   | 13    |
| 23  | Caxias                  | 18    | 1/2  | 9   | 6   | 16  | 21   | 26    |
| 24  | Nacional Fast Clube     | 18    | 2/2  | 2   | 12  | 12  | 22   | 41    |
| 25  | SC Internacional        | 13    | 5/2  | 3   | 3   | 22  | 22   | 10    |
| 26  | Fluminense FC           | 14    | 2/6  | 2   | 4   | 20  | 23   | 10    |
| 27  | AD Confiança            | 14    | 2/5  | 2   | 5   | 18  | 17   | 19    |
| 28  | Guarani FC              | 14    | 4/2  | 2   | 6   | 18  | 18   | 10    |
| 29  | Portuguesa São Paulo    | 14    | 3/3  | 2   | 6   | 17  | 14   | 12    |
| 30  | Ceará SC                | 15    | 2/4  | 3   | 6   | 17  | 16   | 15    |
| 31  | Grêmio Maringá          | 13    | 3/3  | 2   | 5   | 17  | 14   | 13    |
| 32  | Uberaba                 | 13    | 3/2  | 4   | 4   | 17  | 15   | 11    |
| 33  | Goytacaz FC             | 13    | 2/3  | 5   | 3   | 17  | 16   | 13    |
| 34  | ABC FC                  | 14    | 2/3  | 4   | 5   | 16  | 14   | 14    |
| 35  | Goiás EC                | 13    | 2/2  | 6   | 3   | 16  | 19   | 17    |
| 36  | Volta Redonda           | 15    | 2/2  | 6   | 5   | 16  | 17   | 16    |
| 37  | Joinville               | 13    | 2/3  | 3   | 5   | 15  | 15   | 18    |
| 38  | EC Vitória              | 15    | 3/1  | 4   | 7   | 15  | 14   | 20    |
| 39  | EC Juventude            | 13    | 1/4  | 3   | 5   | 14  | 12   | 11    |
| 40  | Vitória                 | 16    | 1/4  | 3   | 8   | 14  | 13   | 30    |
| 41  | Ríver AC                | 15    | 1/3  | 5   | 6   | 14  | 18   | 29    |
| 42  | Sampaio Corrêa FC       | 15    | 2/1  | 6   | 6   | 14  | 15   | 20    |
| 43  | Avaí FC                 | 13    | 2/3  | 1   | 7   | 13  | 14   | 17    |
| 45  | Clube de Regatas Brasil | 13    | 3/1  | 2   | 7   | 13  | 16   | 22    |
| 44  | Athletico Paranaense    | 13    | 2/1  | 5   | 5   | 13  | 19   | 21    |
| 46  | América Mineiro         | 13    | 2/2  | 2   | 7   | 12  | 13   | 18    |
| 47  | CS Alagoano             | 13    | 2/1  | 4   | 6   | 12  | 12   | 16    |
| 48  | Brasília                | 13    | 0/5  | 1   | 7   | 11  | 10   | 27    |
| 49  | Coritiba FBC            | 13    | 1/3  | 2   | 7   | 11  | 16   | 23    |
| 50  | Americano FC            | 13    | 1/2  | 4   | 6   | 11  | 8    | 24    |
| 51  | Paysandu SC             | 13    | 1/2  | 4   | 6   | 11  | 17   | 27    |
| 52  | Náutico                 | 13    | 1/3  | 2   | 7   | 11  | 15   | 16    |
| 53  | Fortaleza               | 15    | 1/2  | 3   | 9   | 10  | 12   | 21    |
| 54  | Nacional FC             | 13    | 1/2  | 2   | 8   | 9   | 9    | 22    |
| 55  | Treze FC                | 13    | 0/2  | 5   | 6   | 9   | 9    | 28    |
| 56  | EC Flamengo             | 15    | 0/1  | 6   | 8   | 8   | 8    | 22    |
| 57  | Botafogo João Pessoa    | 13    | 1/1  | 2   | 9   | 7   | 9    | 22    |
| 58  | Goiânia                 | 13    | 0/2  | 3   | 8   | 7   | 14   | 29    |
| 59  | Vila Nova FC            | 13    | 1/0  | 4   | 8   | 7   | 11   | 20    |
| 60  | Fluminense de Feira FC  | 15    | 0/1  | 5   | 9   | 7   | 6    | 21    |
| 61  | CS Sergipe              | 15    | 0/2  | 2   | 11  | 6   | 12   | 27    |
| 62  | CE Dom Bosco            | 13    | 0/1  | 3   | 9   | 5   | 13   | 32    |